# Lulle (España)
Lulle es una aldea española actualmente despoblada, que forma parte de la parroquia de Loureiro, del municipio de Samos, en la provincia de Lugo, Galicia.